# Hamulec bębnowy

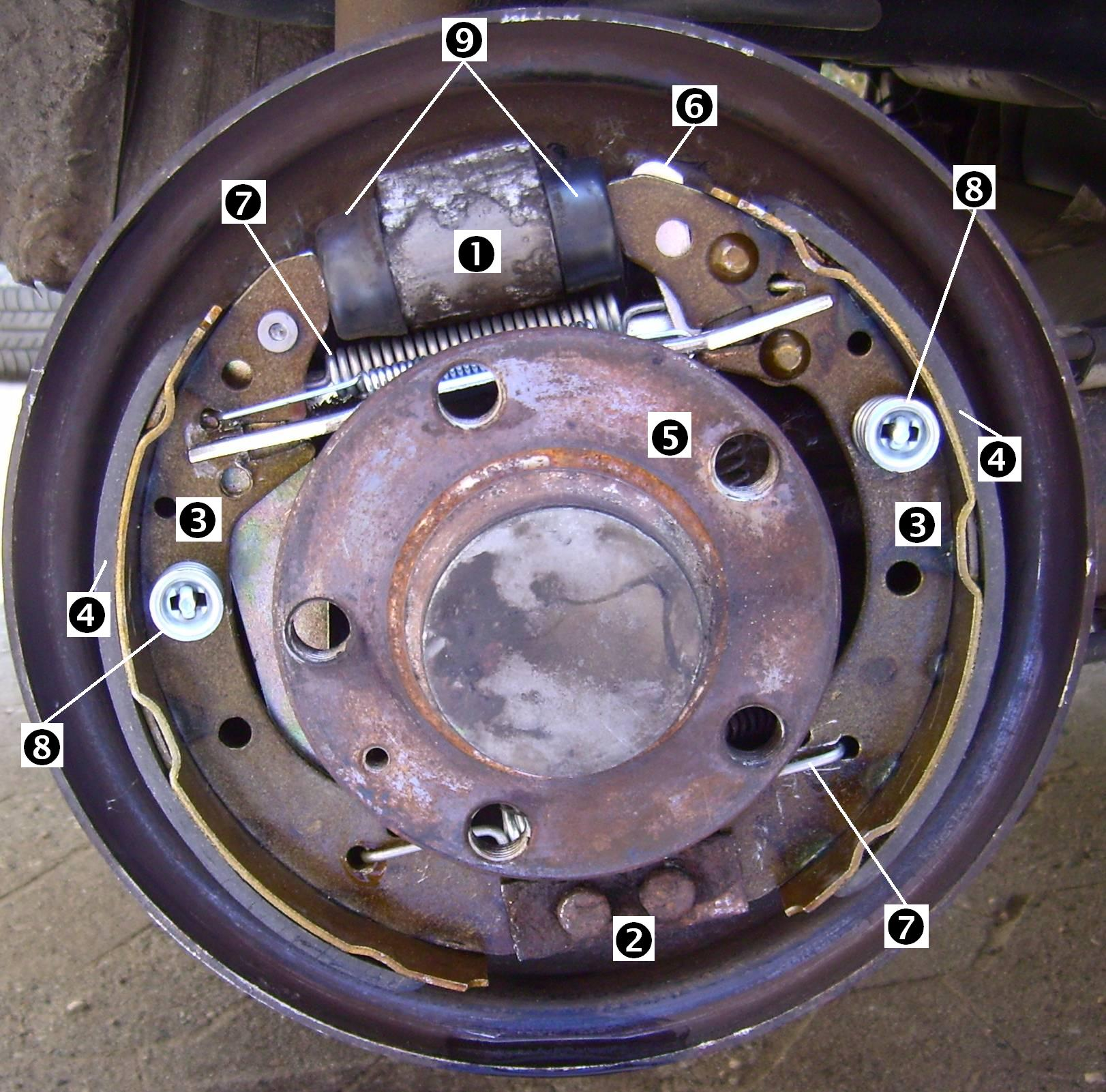
Budowa hamulca bębnowego (układ simplex):
1 – cylinder hamulcowy
2 – łożysko szczęk
3 – szczęki hamulcowe
4 – okładziny cierne
5 – tarcza z gwintowanymi otworami do mocowania bębna hamulcowego
6 – rozpieracz szczęk hamulca postojowego
7 – sprężyny zwrotne
8 – cierny mechanizm do regulacji luzu
9 – gumowe osłonki tłoczków

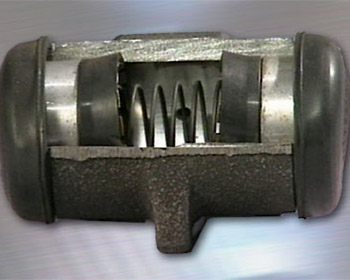
Przekrój cylinderka hamulcowego

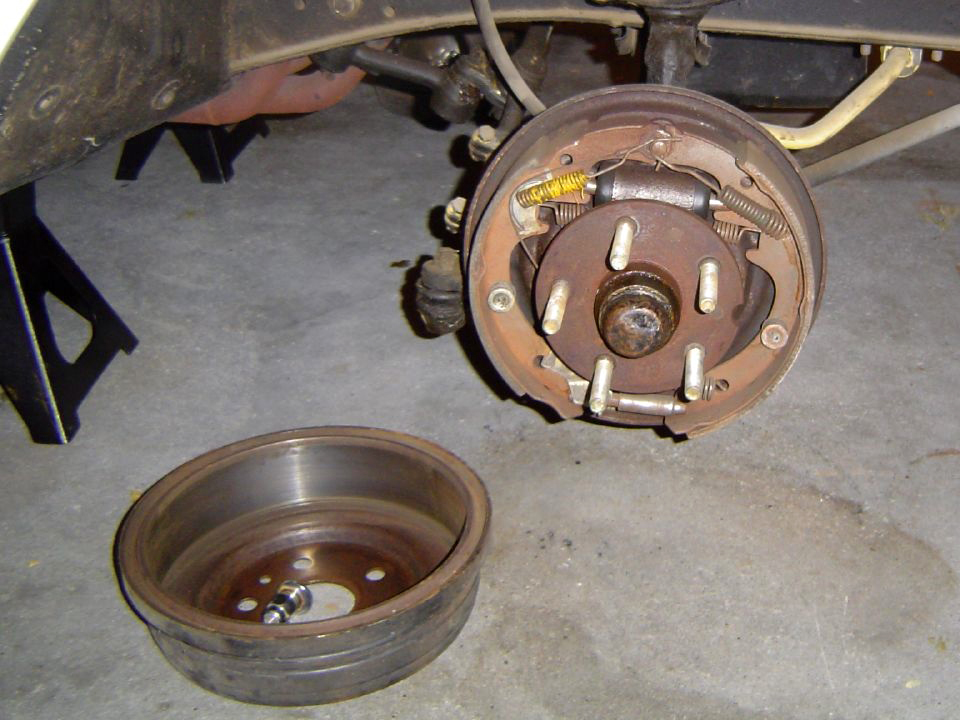
Hamulec ze zdjętym bębnem

Hamulec bębnowy (właśc. hamulec dwuszczękowy wewnętrzny) – hamulec cierny segmentowy dwuszczękowy, w którym hamowanie powstaje na skutek tarcia wewnętrznej powierzchni obracającego się wraz z wałem bębna hamulcowego, z powierzchnią umieszczonych wewnątrz bębna nieobracających się szczęk pokrytych okładziną cierną.
Ten typ hamulca jest stosowany w niektórych samochodach (zwłaszcza na tylnych osiach), motocyklach i rowerach. Wadą w stosunku do hamulców tarczowych jest ich większa podatność na przegrzewanie się („brake fade”), co zmniejsza skuteczność hamowania.

## Budowa

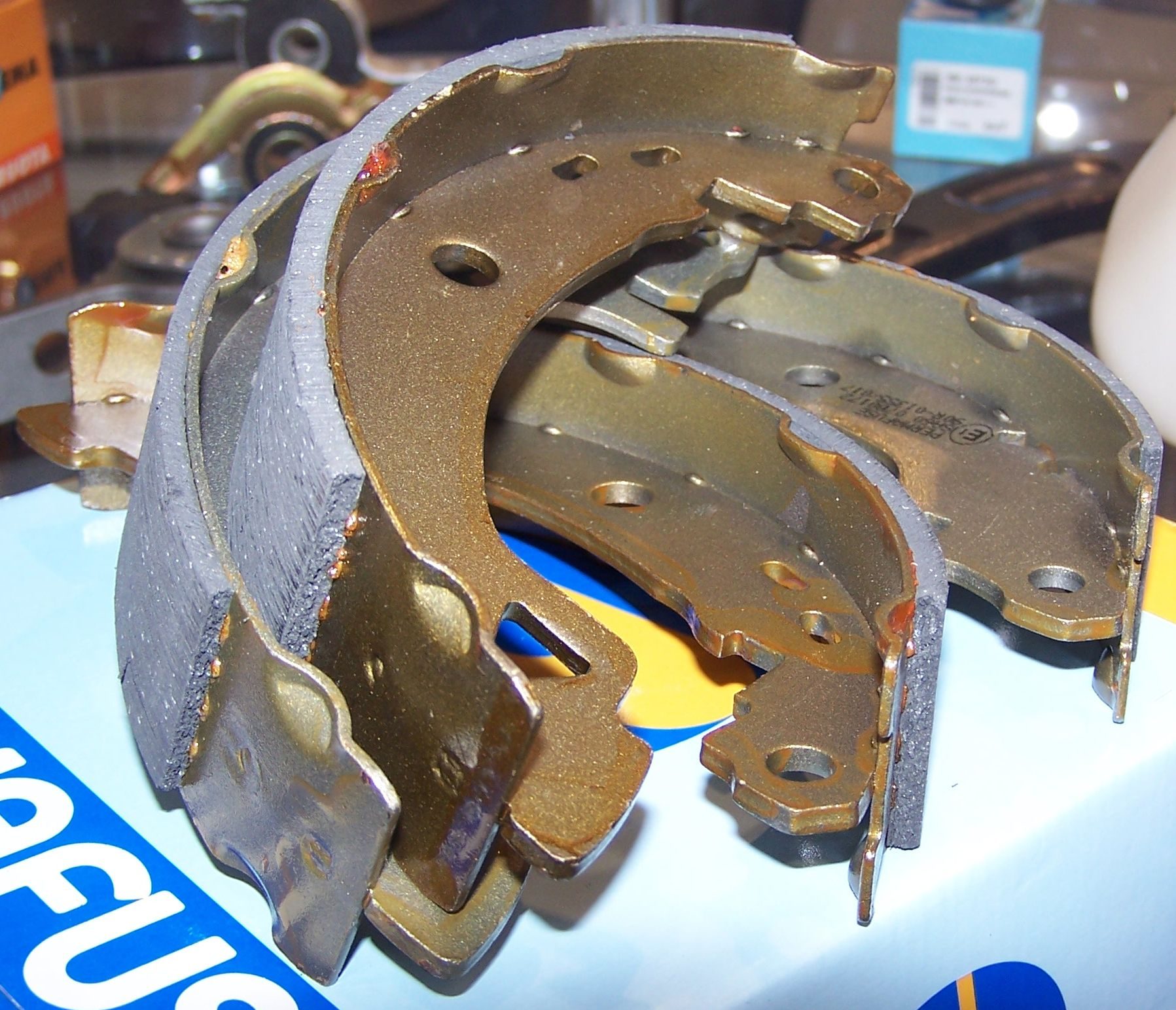
Szczęki hamulcowe

Do podstawowych elementów hamulca bębnowego zaliczają się:
- bęben hamulcowy – ruchomy człon hamowany.
- szczęki hamulcowe – nieruchomy człon hamujący, wyposażony w okładziny cierne. W trakcie hamowania szczęki naciskane rozpieraczem wykonują niewielki ruch – obrót o bardzo mały kąt. W standardowych konstrukcjach występują dwie szczęki. Szczęka obracająca się zgodnie z kierunkiem obrotu bębna nazywana jest szczęką współbieżną, natomiast szczęka obracająca się przeciwnie do kierunku obrotu bębna – szczęką przeciwbieżną.
- rozpieracz szczęk – sterowalny element odpowiedzialny za docisk szczęk do bębna. Najczęściej jest to siłownik hydrauliczny lub element mechaniczny (np. krzywka). W niektórych konstrukcjach stosowana jest większa liczba rozpieraczy. Rozpieraczem steruje zewnętrzny mechanizm sterujący.
- sprężyna odciągająca – element odpowiedzialny za powrót oraz utrzymanie szczęk w pozycji braku styku z bębnem.

## Zasada działania
Dociśnięcie szczęk do bębna odbywa się przy pomocy rozpieracza, który jest podłączony do mechanizmu sterującego. Rozpieracz wywiera nacisk na szczęki, powodując ich docisk do bębna. Za powrót i utrzymanie w położeniu braku tarcia szczęk odpowiedzialna jest sprężyna naciągowa. 

## Rodzaje układów „rozpieracz-szczęki”
Dla rozpieraczy hydraulicznych:
- Układ simplex – dwa tłoczki rozpierające szczęki znajdują się we wspólnym cylinderku. W układzie tym jedna szczęka jest współbieżna, a druga przeciwbieżna. Wadą tego rozwiązania jest to, że naciski jednostkowe obu szczęk na bęben nie są jednakowe, a przez to zachodzi nierównomierne zużycie okładzin ciernych. Zaletą jest niższa cena i prostsza konstrukcja.

- Układ duplex – każdej szczęce przypisany jest osobny rozpieracz. Szczęki w tym układzie są szczękami współbieżnymi. Dzięki takiemu rozwiązaniu naciski jednostkowe obydwu szczęk są prawie identyczne, co powoduje równomierne zużycie okładzin ciernych na obu szczękach. Wadą tego rozwiązania jest większy koszt oraz większy stopień skomplikowania układu

- Układ samowzmacniający – układ simplex z zastosowanymi szczękami pływającymi. Końce szczęk są na jednym końcu połączone łącznikiem, który nie jest powiązany z innymi częściami hamulca. Efektem tego połączenia jest dodatkowy nacisk szczęki współbieżnej na szczękę przeciwbieżną podczas hamowania. Powoduje to zbliżone naciski jednostkowe obu szczęk.

- Układ duo-duplex – układ rozpieraczy jak w układzie duplex, z tym że rozpieracze są skonstruowane jak w układzie simplex.

W układach o różnych naciskach jednostkowych na poszczególne szczęki, w celu niwelacji różnic, stosuje się okładziny cierne o różnej grubości oraz o różnym polu powierzchni trącej.